# Sabulodes matrona
Sabulodes matrona là một loài bướm đêm trong họ Geometridae.